# Тохат (Марамуреш)
Тохат (рум. Tohat) насеље је у Румунији у округу Марамуреш у општини Улмени. Oпштина се налази на надморској висини од 163 m.

## Становништво
Према подацима из 2002. године у насељу је живело 255 становника.

### Попис2002.
| Расподела становништва по националности 2002.‍ | Расподела становништва по националности 2002.‍ | Расподела становништва по националности 2002.‍ | Расподела становништва по националности 2002.‍ | Расподела становништва по националности 2002.‍ |
| --------------------------------------------- | --------------------------------------------- | --------------------------------------------- | --------------------------------------------- | --------------------------------------------- |
|                                               |                                               |                                               |                                               |                                               |
| Румуни                                        | Румуни                                        |                                               | 246                                           | 96,5%                                         |
| Украјинци                                     | Украјинци                                     |                                               | 9                                             | 3,5%                                          |